# Mons Ardeshir

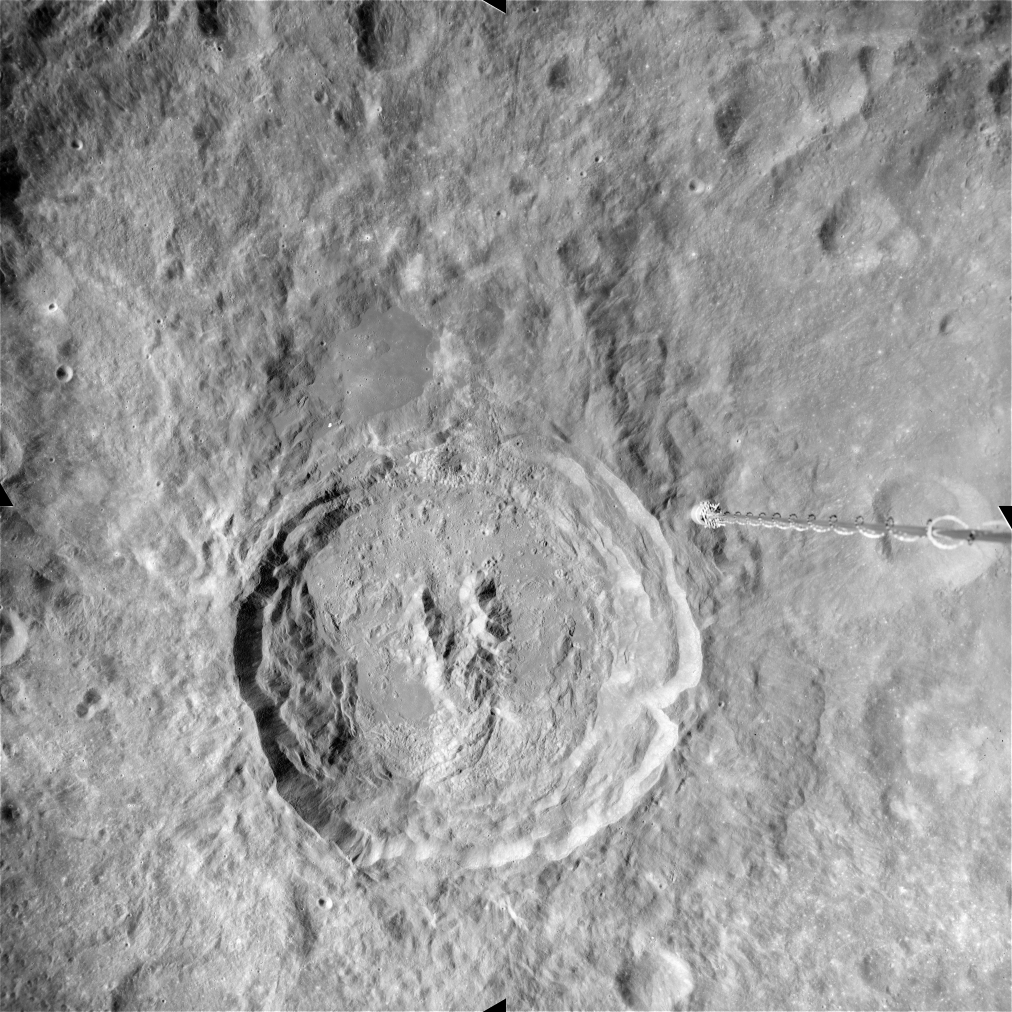
Kráter King. Hora Mons Ardeshir se nachází napravo od centrálního masivu.

Mons Ardeshir je hora nacházející se uvnitř kráteru King (společně s dalšími vrcholy Mons André, Mons Dilip, Mons Dieter, Mons Ganau) na odvrácené straně Měsíce. Leží východně od Mons André. Průměr základny je cca 7 km, střední selenografické souřadnice jsou 5,0° S, 121,0° V, pojmenována je podle perského krále Ardašíra I.